# Adolf Erik Nordenskiöld

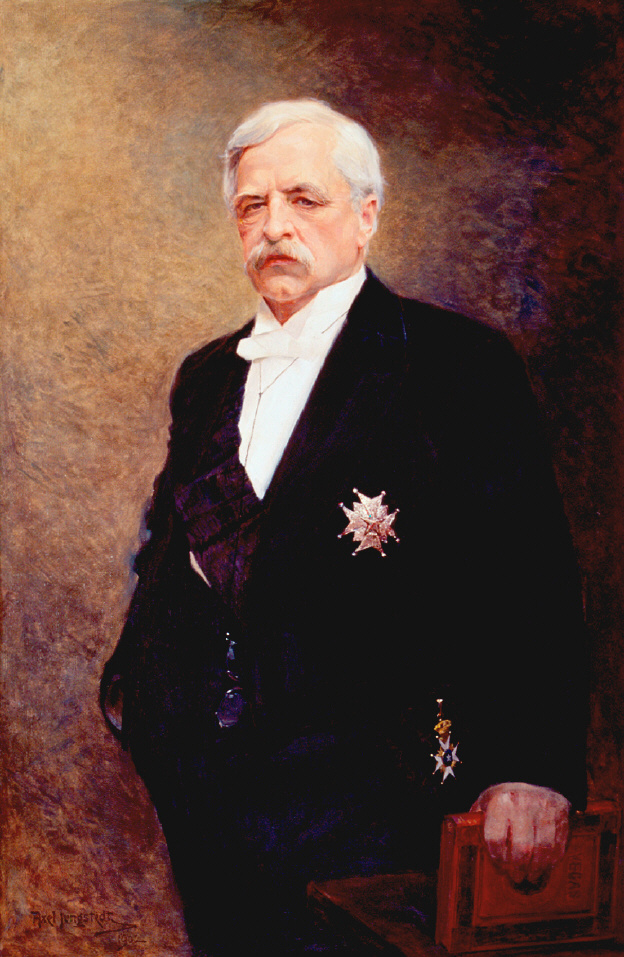
Adolf Erik Nordenskiöld door Axel Jungstedt (1902)

Baron (Nils) Adolf Erik Nordenskiöld (Helsinki, 18 november 1832 – Dalbyö, 12 augustus 1901) was een Fins geoloog,  mineraloog en arctisch ontdekkingsreiziger, bekend door zijn verkenning van Groenland en Spitsbergen, eerst van 1872 tot 1873, en vervolgens van 1878 tot 1879 aan boord van de Vega.  Hij was de eerste die de Noordoostpassage doorvoer en op die manier China bereikte, wat hem bij terugkeer in 1880 de titel baron opleverde.
Hoewel hij geboren was te Finland, bracht hij een groot deel van zijn leven –als balling– door in Zweden. Nordenskiöld was tevens de oom van Carl Gustaf Mannerheim, de latere president van Finland (1944-1946).

## Biografie
Nordenskiöld studeerde wiskunde, scheikunde, mineralogie en geologie aan de universiteit van Helsinki. Hij doctoreerde in 1855. Hij vergezelde zijn vader Nils Gustaf Nordenskiöld op verschillende mineralogische expedities in verschillende delen van Rusland.
Hij behoorde tot anti-tsaristische kringen die pleitten voor de bevrijding van Finland, dat deel uitmaakte van het Russische rijk. In 1857 verhuisde Nordenskiöld als politiek vluchteling naar Zweden, waar hij werd benoemd tot hoofd van het departement Mineralogie van het Natuurhistorisch Museum in Stockholm.

### Expedities
Nordenskiöld diende als geoloog op diverse expedities naar Spitsbergen onder Otto Torell waarbij hij plantenfossielen uit het Tertiair op dit barre eiland vond. Vanaf 1864 leidde hij verschillende expedities met als doel dit eiland in kaart te brengen en bereikte in 1868 81°42' Noorderbreedte, op dat moment een record. In 1870 bereisde hij de ijskap van Groenland en verzamelde in 1872-1873 uitgebreide zoölogische en botanische specimens. Vanaf 1872 raakte hij geïnteresseerd in de Noordoostelijk Doorvaart als mogelijk handelsroute. Hij bereikte Nova Zembla, stak de Karische Zee over en voer in 1875 de Jenisej op, die hij tot 1876 verkende.

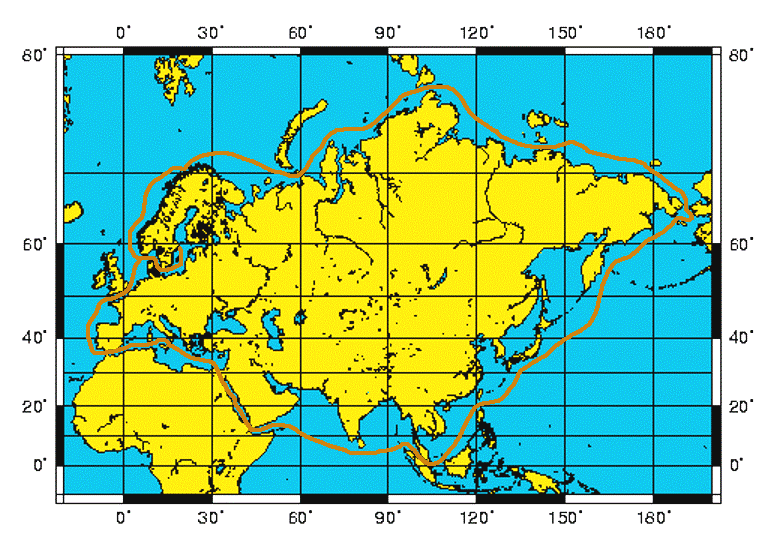
Route van de eerste noordoostelijke passage in 1879/79
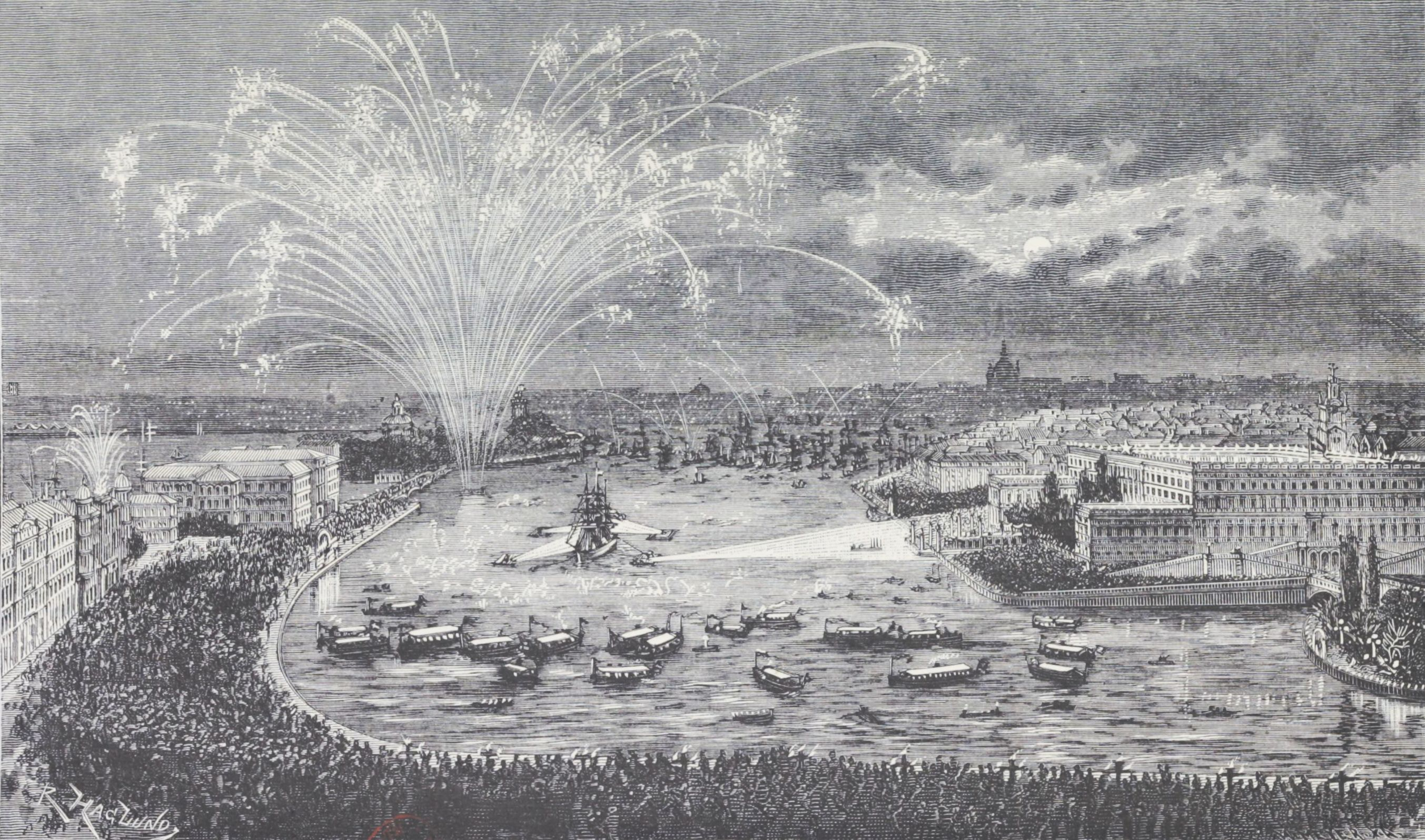
Terugkeer van de Vega in Stockholm, 1880

Na deze eerste verkenningen voer hij in 1878 met het schip de Vega rond Kaap Tsjeljoeskin maar vond de toegang tot de Beringstraat versperd door ijs. Hij overwinterde met de ingevroren Vega in het woongebied van de Tsjoektsjen. In het volgende jaar lukte het hem om in juli 1879 door de Beringzee naar het zuiden te varen en hij was daarmee de eerste expeditie die de Noordoostelijk Passage voltooide en aldus China bereikte. Toen hij in 1880 terugkwam in Zweden werd hij tot baron verheven vanwege het grote belang van zijn prestatie.
Volgens de theosofische Mahatmabrieven uit het einde van de 19e eeuw was de groep eilanden voor de Siberische kust, die Nordenskiöld op zijn reis met de Vega ontdekte, 'bezaaid met fossielen van paarden, schapen, runderen enz. te midden van enorme beenderen van olifanten, mammoets, rinocerossen en andere monsters (..) Hoe kunnen paarden en schapen in gezelschap van de geweldige antediluvianen worden aangetroffen?' Volgens de Mahatmabrieven was het gebied, toen het 'een tropisch klimaat' had, de zetel geweest 'van een van de oudste beschavingen van dat vierde ras (..)' van Atlantiërs.
In 1883 drong Nordenskiöld 120 kilometer diep door op de oostelijk ijskap van Groenland en bezocht Spitsbergen voor de zesde keer.
De laatste 20 jaar van zijn leven bracht hij door met het schrijven van enkele zeer waardevolle werken over geologie, cartografie en zijn arctische reizen, waaronder De reis van de Vega in 1881. Zijn Facsimile Atlas uit 1889 en Periplus zijn vooral waardevol vanwege de verzameling antieke kaarten en geologische documenten.
In 1893 werd Nordenskiöld lid van de Zweedse Academie (zetel 12) ter opvolging van Anders Anderson.

## Nalatenschap
Nordenskiöld legde tijdens zijn leven een collectie aan van cartografische atlassen, aardrijkskundige werken en reisverhalen. Aanvankelijk verzamelde hij vooral werken van vóór 1570, maar later verwierf Nordenskiöld ook werken uit de 17e en 18e eeuw voor zijn collectie. De universiteit van Helsinki kocht de verzameling in 1902 over van Zweden, op verzoek van Nordenskiöld zelf. Zijn verzameling kaarten en werken staat sinds 1997 op de Werelderfgoedlijst voor documenten van de UNESCO.
Naar hem zijn de Nordenskiöldkrater op Mars en de Russische Nordenskiöldarchipel (ten noordwesten van het schiereiland Tajmyr) vernoemd. Ook de baai Nordenskiöldbukta op Spitsbergen is naar hem vernoemd.